# Etiopia (mitologia greca)

L'Etiopia (in greco antico: Αἰθιοπία?, Aithiopia) appare come termine geografico nei documenti classici in riferimento alle attuali regioni attorno al fiume Nilo superiore ed a certe zone a sud del deserto del Sahara.

## Etimologia
Il nome greco Αἰθιοπία (da Αἰθίοψ, Aithiops, "etiope") è un composto derivato da due parole greche, αἴθω + ὤψ (aitho "io brucio" + ops "viso"), che diventano "viso bruciato". Tale composta fu usato già nei poemi omerici per definire le popolazioni dalla pelle scura.

## Geografia
Nell'antichità classica, con il nome Etiopia ci si riferiva alle parti del deserto libico-nubiano (eccetto l'odierno Egitto), che comprendevano la terra del deserto nei pressi del fiume Nilo meridionale fino al Mar Rosso ed il protrarsi di questa parte di Africa fino alle sorgenti del Nilo Azzurro.

## Storia

### Omero
Le prime menzioni risalgono ad Omero che sia nell'Iliade che nell'Odissea scrive dell'esistenza di questa terra.
I poemi omerici sono infatti i primi a menzionare il termine "Etiopi" (in greco antico: Αἰθίοπες? e in greco antico: Αἰθιοπῆες?) ed ad affermare che essi si trovano all'estremità est ed ovest del mondo, divisi tra il mare "orientale" (all'alba) e quello "occidentale" (al tramonto). Nell'Iliade, Teti si reca all'Olimpo per incontrare Zeus e mentre attende l'incontro visita la terra degli Etiopi.

### Erodoto
Erodoto usa specificamente questo appellativo per riferirsi a parti dell'Africa già a quei tempi conosciute ed abitabili e dal suo punto di vista, l'Etiopia è tutta la terra abitata che esiste a sud dell'Egitto e di Elefantina (la moderna Assuan).
Nelle Storie (440 a.C. circa) infatti, Erodoto raccoglie alcune delle informazioni più antiche e dettagliate sull'Etiopia e riferisce di aver viaggiato personalmente lungo il Nilo fino a Elefantina.
Egli descrive una capitale a Meroe, aggiungendo che le uniche divinità ivi venerate erano Zeus (Amon) e Dioniso (Osiride). Riferisce inoltre che durante il regno del faraone Psammetico I (circa 650 a.C.), molti soldati egiziani abbandonarono il loro paese per insediarsi tra gli Etiopi.
Nel libro III, Erodoto definisce l'Etiopia come la regione più lontana della "Libia" (ossia l'Africa), dicendo: "Dove il sud declina verso il sole che tramonta si trova il paese chiamato Etiopia, l'ultima terra abitata in quella direzione. Abbondano elefanti enormi, con alberi selvatici di ogni genere ed ebano, e gli uomini sono più alti, più belli e più longevi che altrove."